# Équipe cycliste Verandalux-Dries
Verandalux-Dries est une équipe cycliste professionnelle belge créée en 1984 et disparue à l'issue de la saison 1985. Elle porte le nom de Dries-Verandalux en 1984. Elle participe notamment au Tour de France 1985.